# Så nära
Så nära är en svensk dokumentär kortfilm från 2010, regisserad av Emelie Wallgren och Ina Holmqvist. Filmen följer två tonåriga Tokio Hotel-fans, Arina och Angela, som bor i Rågsved. De drömmer om att få träffa sin stora idol, sångaren Bill Kaulitz, och planerar en resa till Madame Tussauds i Berlin, där han står vaxdocka.
Så nära hade urpremiär på Bio Rio i Stockholm den 10 mars 2010, under Tempo dokumentärfestival. Vid festivalen utsågs den till bästa korta svenska dokumentär. Den visades även på Uppsala kortfilmfestival i oktober samma år. Filmen nominerades 2011 till en Guldbagge i kategorin bästa dokumentärfilm. Den var även uttagen till International Documentary Filmfestival Amsterdam.